# Сухо-Поле (Биелина)
Сухо-Поле (серб. Сухо Поље / Suho Polje, иногда называется Суво-Поле) — село в общине Биелина Республики Сербской Боснии и Герцеговины. Население составляет 1262 человека по переписи 2013 года.

## Достопримечательности
В Сухо-Поле, находящемся в 12 километрах от Биелины, располагается клиника-филиал Дома здоровья Биелины, работающая по принципу так называемой семейной медицины.